# Gavin Henson

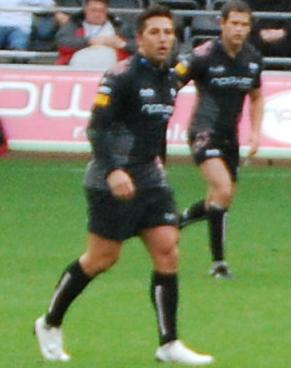
Gavin Henson

Gavin Lloyd Henson (Bridgend, 1 februari 1982) is een Welsh Rugby Union-speler.
Hij begon zijn sportcarrière als 18-jarige bij Swansea RFC. In 2001 werd hij door de Internationale Rugbybond uitgeroepen tot "Young Player Of The Year". Tegenwoordig speelt hij voor het regionale team The Ospreys, waarmee hij in 2005 de Celtic League Cup won. In de beslissende wedstrijd scoorde hij 24 van de 29 punten van zijn ploeg.
In 2004 viel Henson internationaal op door uitstekende wedstrijden te spelen met de nationale ploeg van Wales  tegen Nieuw-Zeeland en Zuid-Afrika. Een jaar later had hij een belangrijk aandeel in de eindzege van Wales in het Zeslandentoernooi, met name tijdens de wedstrijd tegen regerend wereldkampioen Engeland. Hij besliste de wedstrijd in de laatste seconden met een strafschop. Ook in 2008 won Henson met Wales het Zeslandentoernooi; tot nu toe heeft hij tijdens dit prestigieuze toernooi nog nooit een wedstrijd verloren.
Ook buiten het veld is Gavin Henson een opvallende figuur. Zijn uitstraling van een playboy, met trendy kapsels en zilveren sportschoenen, maakte hem interessant voor de Britse media, die zich normaal minder met rugbyspelers bezighouden. Toen hij ook nog een romance met de zangeres Charlotte Church kreeg, kwam hij nog meer in de schijnwerpers te staan.